# Гай Леторий (претор)
Гай Лето́рий (лат. Gaius Laetorius; умер после 194 года до н. э.) — римский военачальник и политический деятель из плебейского рода Леториев, претор 210 года до н. э. Сделал карьеру во время Второй Пунической войны.

## Биография
Гай Леторий принадлежал к старинному плебейскому роду, один из представителей которого был народным трибуном в 471 году до н. э. Предположительно Летории переселились в Рим из какой-то другой италийской общины во времена ранней Республики.
Первые упоминания о Гае Летории в сохранившихся источниках относятся к 216 году до н. э. Тогда он занимал должность курульного эдила совместно с ещё одним плебеем — Тиберием Семпронием Гракхом. Коллеги организовали Римские игры, длившиеся три дня. Когда в столицу пришли известия о страшном поражении от карфагенян при Каннах, Леторий и Гракх по приказу сената обошли весь город, требуя, чтобы торговцы открывали лавки и чтобы на улицах не было видно признаков скорби.
В 212 году до н. э., когда Ганнибал уничтожил две римских армии (в Лукании и Апулии), сенат направил Гая Летория и Марка Метилия под Капую к консулам — Аппию Клавдию Пульхру и Квинту Фульвию Флакку. Посланцы отвезли письмо, в котором содержался приказ: «собрать остатки двух войск, чтобы солдаты с отчаяния и страха не сдались врагу».
В 210 году до н. э. Гай Леторий занимал должность претора; предположительно ему выпало по результатам жеребьёвки разбирать судебные тяжбы между римлянами и иностранцами. По истечении преторских полномочий Леторий был наместником Цизальпийской Галлии, командуя двумя легионами, стоявшими в Аримине. В 209 году до н. э. он стал членом жреческой коллегии децемвиров священнодействий, где занял место умершего Квинта Муция Сцеволы.
Возможно, Гай Леторий принял участие в Первой Македонской войне. Согласно Ливию, Публий Семпроний Тудитан, ставший в 205 году до н. э. проконсулом Иллирии, направил легата по имени Леторий (без преномена) с частью войска в Этолию, чтобы изучить обстановку и выяснить, нет ли повода для перехода к активным боевым действиям. Такого повода не нашлось, и вскоре был заключён мир. В 200 году до н. э. Гай Леторий точно был легатом — на этот раз в Цизальпийской Галлии, в армии Луция Фурия Пурпуриона.
Последнее упоминание о Гае Летории относится к 194 году до н. э. Тогда он был одним из триумвиров, организовавших римскую колонию в городе Кротон на юге Италии; вместе с ним этим занимались Гней Октавий и Луций Эмилий Павел (впоследствии Македонский).
Дата смерти Гая Летория неизвестна. Сохранившаяся часть труда Ливия, в которой фиксировались смерти всех римских жрецов, доходит до 168 года до н. э., но отсюда не обязательно следует, что Гай умер позже: в этой части текста есть лакуны.